# Ажигирей, Джамал Ажигиреевич
Ажигире́й, Джама́л Ажигире́евич (кум. Ажигирейлени Джамал Ажигирейны уланы, род. 14 мая 1972 года, Махачкала, Дагестанская АССР, РСФСР, СССР) — российский спортсмен (ушу), актёр, преподаватель и совладелец спортивного клуба.

## Биография
Родился 14 мая 1972 года в Махачкале. По национальности кумык. Обучался вольной борьбе, дзюдо, карате. Ушу начал заниматься в 1986 году. Тренеры: Атаев Абдул-Кадыр Арсланович, Огай Эрик Павлович. В 1991 году окончил художественное училище им. Джемала по специальности «художник-оформитель». Мастер спорта международного класса, тренер высшей категории по ушу, 10-кратный чемпион России, 12-кратный чемпион Европы по ушу, чемпион и призёр чемпионатов мира по ушу. Джамал владеет несколькими стилями ушу, среди которых особое признание получил стиль Багуа.

## Награды и достижения
Двукратный чемпион мира (2016), пятикратный чемпион Европы (1992, 1994) по спортивному ушу, семикратный чемпион Европы (2004, 2008) по традиционному ушу, десятикратный чемпион России. Мастер спорта международного класса, тренер высшей категории по ушу, победитель Кубка Европы (1993).
| Результат  | Год  | Мероприятие                           | Место проведения        |
| ---------- | ---- | ------------------------------------- | ----------------------- |
| Победитель | 1991 | Международный турнир «Крылья Цикады»  | Шанхай, КНР             |
| Победитель | 1991 | Международный турнир «Крылья Цикады»  | Шанхай, КНР             |
| 2 место    | 1991 | Международный турнир «Крылья Цикады»  | Шанхай, КНР             |
| Победитель | 1992 | Чемпионат Европы по спортивному ушу   | Лондон, Великобритания  |
| Победитель | 1992 | Чемпионат Европы по спортивному ушу   | Лондон, Великобритания  |
| Победитель | 1993 | Кубок Европы по спортивному ушу       | Москва, Россия          |
| 4 место    | 1993 | Чемпионат мира по спортивному ушу     | Куала-Лумпур, Малайзия  |
| Победитель | 1994 | Чемпионат Европы по спортивному ушу   | Мюнхен, Германия        |
| Победитель | 1994 | Чемпионат Европы по спортивному ушу   | Мюнхен, Германия        |
| Победитель | 1994 | Чемпионат Европы по спортивному ушу   | Мюнхен, Германия        |
| Победитель | 1997 | Шаолиньский международный турнир      | Чжэнчжоу, КНР           |
| Победитель | 1997 | Шаолиньский международный турнир      | Чжэнчжоу, КНР           |
| 4 место    | 1997 | Чемпионат мира по спортивному ушу     | Рим, Италия             |
| Победитель | 1999 | Кубок Мира по традиционному ушу       | Тайчжоу, КНР            |
| 4 место    | 1999 | Чемпионат мира по спортивному ушу     | Гонконг, Китай          |
| Победитель | 2000 | Международный турнир по ушу           | Пекин, КНР              |
| 2 место    | 2000 | Международный турнир по ушу           | Пекин, КНР              |
| Победитель | 2004 | Чемпионат Европы по традиционному ушу | Санкт-Петербург, Россия |
| Победитель | 2004 | Чемпионат Европы по традиционному ушу | Санкт-Петербург, Россия |
| Победитель | 2004 | Чемпионат Европы по традиционному ушу | Санкт-Петербург, Россия |
| Победитель | 2008 | Чемпионат Европы по традиционному ушу | Швеция                  |
| Победитель | 2008 | Чемпионат Европы по традиционному ушу | Швеция                  |
| Победитель | 2008 | Чемпионат Европы по традиционному ушу | Швеция                  |
| Победитель | 2008 | Чемпионат Европы по традиционному ушу | Швеция                  |
| Победитель | 2016 | Чемпионат мира по традиционному ушу   | Варшава, Польша         |

## Фильмография
- 1999 — «Монах»
- 2001 — «Удар Лотоса»
- 2001 — «Удар лотоса-2: Сладкая горечь полыни»
- 2003 — «Удар лотоса-3: Загадка Сфинкса»
- 2005 — «Удар Лотоса 4: Алмаз»
- 2009 — «Путь»